# رضا بهاری
رضا بهاری یا مولانا شیخ‌رضا بهاری از مفاخر فرهنگی و چهره‌های درخشان ادبی و شاعران نامدار و درعین حال بی‌نام و نشان خطه بهار است که کمتر چهره‌ای چون او در آسمان شعر و ادب این سرزمین درخشیده و به نور افشانی پرداخته و به همان اندازه مهجور و بی‌نام و نشان باقی‌مانده‌است.

## دورهٔ حیات رضا بهاری
اشعار برجای مانده از ایشان از زمان حیات شاعر تا به حال که تقریباً ۲۰۰ سال می‌گذرد، چنان در دل مردمان این منطقه ریشه دوانده و چنان عمق و عقبه‌ای به وجود آورده که از مرد و زن و پیر و جوان، عارف و عامی وی را می‌شناسند و کم و بیش از اشعار او حفظ‌اند و در هر زمانی و مکانی نامی از وی بر سر زبان‌هاست و با تمام این احوال هیچ نشانی از حیات و مرگ وی در دسترس نیست حتی مدفن وی چون نام و نشان‌اش گم شده و با این همه وی جزو برترین چهره‌های هنری این خطه محسوب می‌گردد.
اگر چه دوران زندگی و معاش و ممات وی در پرده ابهام مانده، لیکن می‌توان چهرهٔ اسطوره‌ای وی را در میان اشعارش رویت کرد و بعد از گذشت بیش از ۲۰۰ سال از حیات او، او را در میان اشعارش جستجو کرد که طبق قول صائب تبریزی:
| در سخن پنهان شدم مانند بو در برگل |  | میل دیدن هر که دارد در سخن بیند مرا |

تاریخ تولد و زندگی و مرگ و نام پدر و ازدواج وی فعلاً در پرده ابهام است با وجود تحقیقات گسترده‌ای که در این خصوص صورت گرفته مدارک قطعی و معتبر و قابل استناد بدست نیامده آنچه ذکر می‌گردد نسبی و و هیچ‌یک از اقوال مؤلفان در این مجموعه قطعی نیست.
معتبرترین منبع برای استخراج دوران حیات رضا بهاری آثار خود رضا بهاری است و می‌توان به صورت تقزیبی از میان آثارش دوران زندگی او را یافت. رضا در یکی از شعرهایش اشاره‌ای ناخواسته به دوران زندگی خود دارد در مصرع: ایران بابا خان قالمدی دنیا. به استناد این شعر می‌توان گفت که دوران زندگی رضا بهاری در عهد افول صفویه و طلوع افشاریه و تا آغاز قاجاریه ادامه یافته‌است.

### دوران شکوفایی
یکی از شایع‌ترین اخباری که در مورد رضا بهاری در میان مردم رایج است قضیه احضار رضا بهاری توسط کریم‌خان زند می‌باشد. طبق این گزارش رضا بهاری در دوره کریم‌خان زند می‌زیسته تا بدانجا که آوازه سخن‌پردازی و سخن‌وری رضا به گوش کریم‌خان می‌رسد. کریم‌خان هیئتی از دربار خویش گسیل داشته و رضا را به حضور می‌طلبد.
هیئت اعزامی از اصفهان به مدت ۱۲ روز حرکت و به بهار رسیده و او را همراه خود به دربار کریم‌خان می‌برند. بازگشت ایشان نیز مدت ۱۲ روز بوده و مدتی هم در دربار مقیم می‌گردد. در مدت اقامت در دربار؛ کریم‌خان مدام از رضا بهاری پند و اندرز می‌طلبد و رضا با اشعارش پند و اندرز می‌دهد. در بطن این گزارش اسم جعفرخان به عنوان وزیر اعظم کریم‌خان نیز موجود بوده که مؤلفین با تحقیق در تاریخ زندیه او را یافته‌اند. جعفرخان زند در واقع از نزدیکان و برادرزاده کریم‌خان زند بود.

## نمونه اشعار
| گؤزل الهام آلار حـُسن ازلدن  |  | عاشق‌لار مجنونه دونر گؤزالدن    |
| ایچرلر بیر بَه بیر جام اجل‌دن |  | اَلینده می، هَلَه ساقی‌دیر فلک     |
| رضا دییر نچّه دوران گچرددِم   |  | هر دوشن کاروانه یوردان کؤچؤردِم |
| عاشق‌لره غم بادهُ سین ایچرددِم |  | جامی‌م دهَ می هِلِه باقی‌دیر فلک    |

## تخلص رضا
محل تولد رضا بهار بوده و عنوان بهاری در پایان اسم وی به جهت انتساب این شخصیت به زادگاهش بهار می‌باشد و عمده شهرت بهاری هم همان رضا باهارلی می‌باشد. عنوان گویچگ رضا که در یکی دو اثر با این عنوان تخلص کرده از القاب رضا بهاری بوده و طبق نقل قول اکثر راویان به نقل از گذشتگان فردی صاجب جمال و حسن ملاحت داشته و به همین خاطر وی را گویچگ رضا یعنی زیبا و قشنگ می‌خوانده‌اند. طبق همین روایات وی در خارج زادگاه خویش در آذربایجان، گرجستان و قره‌باغ و … به گویچگ‌رضا مشهور بوده‌است.
گزارش شده گروهی از افراد با سواد و بعضاً شاعر آذربایجان بلاخص دَدَ یادگار از شهر گنجه پس از شنیدن آوازهٔ نام رضابهاری، در هیئت کاورانی جند نفره به قریه بهار سفر می‌کنند و به صورت اتفاقی با خود رضابهاری برخورد می‌نمایند و از آنجا که گروه مزبور وی را نمی‌شناختند از وی می‌پرسند که: رضاباهارلی نِه تانیر سَن؟ و رضا در جواب می‌گوید: تانمنم! دوباره از وی می‌پرسند: رضاباهارلی نِه گؤررسَن؟ رضا در جواب می‌گوید: گؤرمنم! دوباره از رضا می‌پرسند: منزلی‌نی بیلرسَن؟ در جواب رضا می‌گوید: بیلمنم!
از آنجا که پرسش و پاسخ به زبان ترکی واقع شده در صورت ترجمه لطف و شیرینی آن بین خواهد رفت. لیکن این نوع جواب دادن از جمله رندی‌هایی است که هر کسی بدان وقوف ندارد و کار افراد کار کشته و جهاندیده است. چرا که نحوهٔ ادای پاسخ دو وجهی بوده و ایهام لطیفی در آن نهفته‌است که جملات و جواب‌های ادا شده را اگر روی هم بنویسند، جواب منفی است ولی در صورت جدا ساختن آنها، جواب مثبت است. یعنی تانه‌منم (بشناس منم)، گؤرمنم (ببین‌منم)، بیل‌منم (بدان‌منم).